# مایک مازورکی
مایک مازورکی (انگلیسی: Mike Mazurki؛ ۲۵ دسامبر ۱۹۰۷ – ۹ دسامبر ۱۹۹۰) یک هنرپیشه اهل ایالات متحده آمریکا بود. وی بین سال‌های ۱۹۳۴ تا ۱۹۹۰ میلادی فعالیت می‌کرد.

## فیلم‌شناسی
از فیلم‌ها یا برنامه‌های تلویزیونی که وی در آن نقش داشته است می‌توان به بعضی‌ها داغشو دوست دارن، سامسون و دلیله، به اصطبل بیا، دور دنیا در هشتاد روز، پائیز قبیله شاین، داناوانز ریف، یه عالمه معجزه، دنیای دیوانه، دیوانه، دیوانه، دیوانه، سینوهه اشاره کرد.